# MROH8
MROH8‏ (Maestro heat like repeat family member 8) هوَ بروتين يُشَفر بواسطة جين MROH8 في الإنسان.